# Michigan State Spartans football
La squadra di football dei Michigan State Spartans rappresenta l'Università statale del Michigan. Gli Spartans competono nella Football Bowl Subdivision (FBS) della National Collegiate Athletics Association (NCAA) e nella East Division della Big Ten Conference. La squadra è allenata dal 2020 da Mel Tucker.
Michigan State ha vinto o condiviso sei titoli nazionali (1951, 1952, 1955, 1957, 1965 e 1966), due titoli della Michigan Intercollegiate Athletic Association  (1903 e 1905) e otto titoli della Big Ten championships (1953, 1965, 1966, 1978, 1987, 1990, 2010 e 2013). La squadra disputa le sue partite interne allo Spartan Stadium, delle capacità di 75.005 spettatori al centro del campus. Gli avversari principali di MSU sono i Michigan Wolverines, contro cui ogni anno viene assegnato il Paul Bunyan Trophy.

## Titoli nazionali
Michigan State ha vinto sei titoli nazionali, di cui quattro rivendicati ufficialmente.
| Anno             | Allenatore       | Selettore                       | Record | Bowl       |
| ---------------- | ---------------- | ------------------------------- | ------ | ---------- |
| 1951             | Clarence Munn    | Billingsley, Helms, Poling      | 9–0    |            |
| 1952             | Clarence Munn    | AP, Allenatori, Helms, NCF, UPI | 9–0    |            |
| 1955             | Duffy Daugherty  | Boand                           | 9–1    | Vinto Rose |
| 1957             | Duffy Daugherty  | Dunkel                          | 8–1    |            |
| 1965             | Duffy Daugherty  | UPI, FWAA, Helms                | 10–1   | Perso Rose |
| 1966             | Duffy Daugherty  | Helms, NFF, CFRA                | 9–0–1  |            |
| Titoli nazionali | Titoli nazionali | Titoli nazionali                | 6      | 6          |

## Premi individuali
- Maxwell Award

1972: Brad Van Pelt
- Walter Camp Award

2021: Kenneth Walker III
- Fred Biletnikoff Award

2002: Charles Rogers
- Doak Walker Award

2021: Kenneth Walker III
- Paul Warfield Trophy

2002: Charles Rogers
- Outland Trophy

1949: Ed Bagdon
- UPI Lineman of the Year

1965: Bubba Smith
- Johnny Unitas Golden Arm Award

2015: Connor Cook
- Dick Butkus Award

1989: Percy Snow
- Lombardi Award

1989: Percy Snow
- Jim Thorpe Award

2013: Darqueze Dennard
- Jack Tatum Trophy

2013: Darqueze Dennard

### Hall of Famer

#### College Football Hall of Fame
- Charlie Bachman
- Don Coleman
- Duffy Daugherty
- Kirk Gibson
- Clinton Jones
- Biggie Munn
- John Pingel

- Bubba Smith
- Percy Snow
- Brad Van Pelt
- Gene Washington
- Muddy Waters
- George Webster
- Lorenzo White[1]

#### Pro Football Hall of Fame
- Herb Adderley
- Morten Andersen
- Joe DeLamielleure